# Mistrovství České republiky v rallye 2018
Mistrovství České republiky v rallye 2018 (Autoklub mistrovství ČR v automobilových rally 2018) zahrnovalo celkem sedm soutěží.
Titul opět získal Jan Kopecký navigovaný Pavlem Dreslerem s vozem Škoda Fabia R5 v barvách týmu Škoda Motorsport před Václavem Pechem s Fordem Fiesta R5.

## Kalendář
| Pořadí | Datum                  | Soutěž                          | Centrum           | Zařazení      |
| ------ | ---------------------- | ------------------------------- | ----------------- | ------------- |
| 1.     | 23. 3. – 24. 3. 2018   | 37. Kowax Valašská Rally ValMez | Valašské Meziříčí | MČR           |
| 2.     | 20. 4. – 21. 4. 2018   | 53. Rallye Šumava Klatovy       | Klatovy           | MČR           |
| 3.     | 18. 5. – 19. 5. 2018   | 46. Rallye Český Krumlov        | Český Krumlov     | MČR, CRT      |
| 4.     | 15. 6. – 16. 6. 2018   | 14. Agrotec Rally Hustopeče     | Hustopeče         | MČR, MSR, CEZ |
| 5.     | 30. 6. – 1. 7. 2018    | 45. Rally Bohemia               | Mladá Boleslav    | MČR           |
| 6.     | 24. 8. – 26. 8. 2018   | 48. Barum Czech Rally Zlín      | Zlín              | MČR, ERC      |
| 7.     | 12. 10. – 14. 10. 2018 | 39. Rally Příbram               | Příbram           | MČR           |

## Průběh sezóny
Absolutní klasifikaci opět ovládl Jan Kopecký (Škoda Fabia R5) který vyhrál šest ze sedmi soutěží a získal 325,5 bodů. Václav Pech (Ford Fiesta R5) si boj s Filipem Marešem a Janem Černým o druhou příčku zkomplikoval odstoupením v Hustopečích a na Barum Rally, ale díky vítězství na poslední soutěži v Příbrami získal 206 bodů a odstup na třetího 45,5 bodů. Pouhá polovina bodu dělila třetího Černého s Fiestou (160,5 b) a čtvrtého Mareše s Fabií. Kopecký, Pech i Černý tak uhájili pozice z předešlé sezóny před Marešem, který startoval poprvé s vozem kategorie R5.

## Klasifikace jezdců
Pořadí v první desítce absolutní klasifikace:
| Poř. | Jezdec           | VAL   | ŠUM    | KRU   | HUS   | BOH     | BAR     | PŘÍ    | Body  |
| ---- | ---------------- | ----- | ------ | ----- | ----- | ------- | ------- | ------ | ----- |
| 1.   | Jan Kopecký      | 1. 60 | 1. 60  | 1. 60 | 1. 60 | 1. 85,5 | 1. 90   | -      | 325,5 |
| 2.   | Václav Pech      | 2. 36 | 10. 16 | 2. 42 | R     | 2. 48   | R       | 1. 54  | 206   |
| 3.   | Jan Černý        | 4. 27 | 6. 17  | 3. 37 | 2. 46 | 5. 28   | 7. 22,5 | R 12   | 160,5 |
| 4.   | Filip Mareš      | 7. 18 | 3. 37  | 4. 33 | 3 41  | 4. 31   | R12     | -      | 160   |
| 5.   | Alexej Lukjaňuk  | -     | 2. 48  | -     | -     | -       | 2. 73,5 | -      | 121,5 |
| 6.   | Jan Dohnal       | 3. 41 | R      | 6. 24 | R 6   | -       | -       | 2. 49  | 120   |
| 7.   | Jaromír Tarabus  | 5. 20 | 5. 19  | -     | 4. 27 | -       | 4. 43,5 | -      | 109,5 |
| 8.   | Vojtěch Štajf    | 10. 8 | R 6    | 5. 23 | -     | 3. 35   | R 7,5   | 3. 35  | 108,5 |
| 9.   | Miroslav Jakeš   | 12. 4 | 12. 4  | 7. 16 | R     | 10. 9   | 3. 61,5 | 11. 13 | 103,5 |
| 10.  | Tomáš Pospíšilík | 15. 1 | R      | 10. 8 | 5. 23 | 11. 6   | 6. 25,5 | 6. 17  | 80,5  |